# Исторические туркменские племена

Расселение основных племён Туркменистана

Традиционно туркменский народ состоял из целого ряд племён. Основными туркменскими племенами до объединения в единую нацию были: текинцы (туркм. Teke), йомуды (туркм. Ýomut), эрсари (туркм. Ärsary), човдуры (туркм. Çowdur) и сарыки (туркм. Saryk). Самыми многочисленными являются текинцы.
Династии Сельджукидов, Ануштегинидов, Османов, Кара-Коюнлу, Ак-Коюнлу,  и Афшаридов считаются произошедшими от древних огузо-туркменских племен кынык, бегдили, йива, баяндыр, кайи и афшар, соответственно.

## Племенная структура и организация
Туркменское общество традиционно состояло из племён (taýpalar). Полное племенное строение туркмен выглядит следующим образом: халк, иль, тайпа, уруг, кек, ковум, кабиле, аймак / оймак, оба, болюк, болюм, гандюшер, кюде, депе, дессе, лакам, топ, бирата, топар и тире (туркм. halk, il, taýpa, urug, kök, kowum, kabile, aýmak/oýmak, oba, bölük, bölüm, gandüşer, küde, depe, desse, lakam, top, birata, topar, and tire).

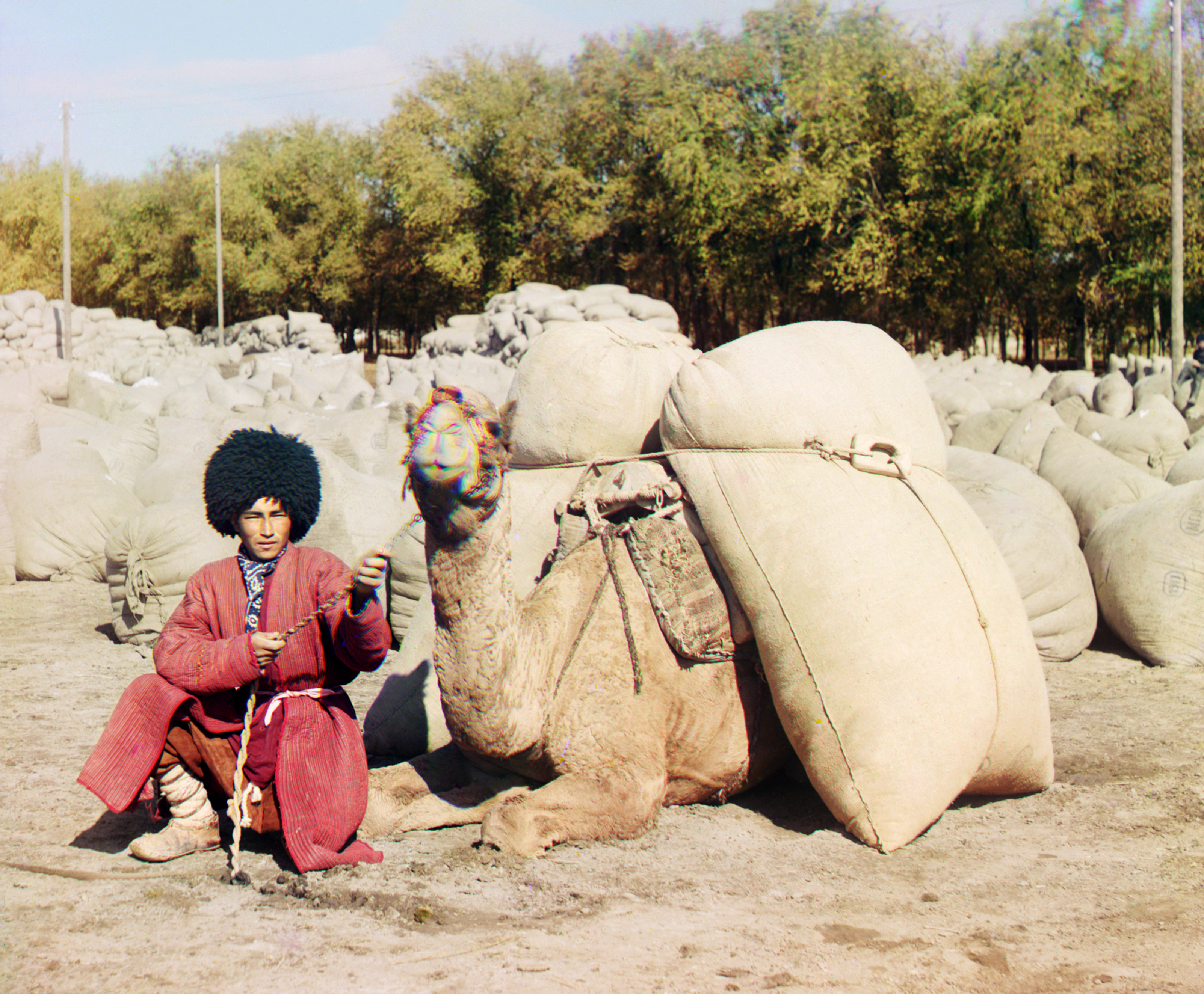
Туркмен из Средней Азии в традиционной одежде. Фото Прокудина-Горского между 1905 и 1915 годами.

Происхождение всех исторических туркменских племён связано с 24 древними огузскими (туркменскими) племенами, указанных в трудах государственного деятеля и историка Государства Хулагуидов Рашид ад-Дина «Джами ат-Таварих» и хана Хивы и историка XVII в. Абу аль-Гази Бахадура «Шаджаре-и-Таракиме». Абу аль-Гази придаёт особое значение туркмено-огузскому племени салыр, поскольку из него произошло несколько крупных туркменских племен, таких как теке, йомуты и арсары. Он утверждает, что лидером племени Салур был Салур Огурчик Алп, у которого было шесть сыновей: Бедри, Бука, Усар, Кусар, Яйцы и Дингли.
В начале XX века российский офицер военного управления Закаспийской области Российской империи Фёдор Михайлов отметил, что «все туркмены, богатые и бедные, живут почти полностью одинаково». Он также добавил, что туркмены «применяют принципы братства, равенства и свободы на практике более полно и последовательно, чем любая из наших современных европейских республик».
Пять традиционных ковровых узоров, которые образуют мотивы на гербе Туркменистана и его флаге, принадлежат к этим племенам (и названы в их честь; например, ковёр йомутов).

## Численность
Численность туркмен в Туркменской ССР по всесоюзной переписи 1926 г. составляла 720 тыс. человек, из них:
теке – 39,2%, эрсари – 22%, йомут — 13%, салор – 5,2%, сарык – 4,8%, остальные племена (човдур, гёоклен, языр, баят и др.) – 15,6%.